# Jaipur Airport
Jaipur Airport (engelska: Jaipur International Airport) är en flygplats i Indien.   Den ligger i distriktet Jaipur och delstaten Rajasthan, i den nordvästra delen av landet, 240 km sydväst om huvudstaden New Delhi. Jaipur Airport ligger 384 meter över havet.
Terrängen runt Jaipur Airport är platt, och sluttar söderut. Runt Jaipur Airport är det ganska tätbefolkat, med 185 invånare per kvadratkilometer. Närmaste större samhälle är Jaipur, 10,9 km norr om Jaipur Airport. Trakten runt Jaipur Airport består till största delen av jordbruksmark.